# Деревенская любовь (картина)
«Дереве́нская любо́вь» (фр. L'Amour au village) — картина, написанная  в 1882 году французским художником Жюлем Бастьен-Лепажем (Jules Bastien-Lepage, 1848—1884). Принадлежит Государственному музею изобразительных искусств имени А.С. Пушкина в Москве, находится в галерее искусства стран Европы и Америки XIX—XX веков. Размер картины — 194 × 180 см (по другим данным — 199,7 × 189 см).

## История
Картина была приобретена Сергеем Третьяковым в 1885 году на посмертной распродаже произведений Бастьен-Лепажа, которая происходила в парижской галерее Жоржа Пети (фр. Galerie Georges Petit). К покупке картины «Деревенская любовь» также проявлял интерес Музей в Люксембургском саду — кураторы музея выбирали между ней и картиной Бастьен-Лепажа «Сенокос». В результате их выбор остановился на картине «Сенокос» (которая впоследствии была передана в Лувр, а в настоящее время находится в музее Орсе). Таким образом, «Деревенская любовь» попала к Сергею Третьякову и со временем стала одной из самых известных картин в его коллекции.
Картина была передана в Пушкинский музей из Государственного музея нового западного искусства (ГМНЗИ).
Существует предварительный этюд к картине, датируемый тем же 1882 годом (холст, масло. 52,2 × 45,6 см); этот этюд находится в частной коллекции и 27 сентября 2012 года выставлялся на лондонских торгах аукционного дома «Кристис».

## Описание
На картине изображены юноша и девушка в крестьянской одежде, стоя́щие рядом друг с другом по разные стороны от покосившейся изгороди, разделяющей два земельных участка. Девушка стоит спиной, её лица не видно. Она одета в длинную юбку, волосы заплетены в две косички. На изгороди висит её платок. Юноша стоит лицом к зрителю, он наклонился, чтоб его голова была на одном уровне с девушкой. Он одет в светлую рубашку, а штаны покрыты специальным защитным фартуком. Вид у него смущённый — возможно, как раз в этот момент он говорит о своей любви. На заднем плане, за участком, видны дома и верхушка церкви. В дальней части участка видна фигура работающей женщины.
В 1973 году Министерством связи СССР была выпущена почтовая марка с репродукцией этой картины, номинал марки — 16 копеек (№ 4305 по каталогу ЦФА).

## Отзывы
Художник Михаил Нестеров в своих письмах о Л.Н. Толстом, опубликованных в его  книге «Давние дни» (вышедшей в 1942 году), писал про беседу с писателем в Ясной Поляне летом 1906 года:
Вечером разговор стал общим, и мне с приятным изумлением было заявлено: «Так вот вы какой!» Поводом к «приятному изумлению» было мое мнение о картине Бастьен-Лепажа «Деревенская любовь». Мнение же мое было таково: картина «Деревенская любовь» по силе, по чистоте чувства могла быть и в храме. Картина эта, по сокровенному, глубокому смыслу, более русская, чем французская. Перед картиной «Деревенская любовь» обряд венчания мог бы быть еще более трогательным, действенным, чем перед образами, часто бездушными, холодными. Бастьен-Лепаж поэтическим языком в живописи выразил самые чистые помыслы двух любящих, простых сердцем людей.
Высоко ценил картину «Деревенская любовь» и художник Валентин Серов. Как писал искусствовед Андрей Толстой,
Творческое наследие Бастьен-Лепажа было актуальным и для русских художников другой направленности, представлявших как бы следующее поколение в истории русской живописи. По свидетельству Нестерова, Валентин Серов был знаком с творчеством Бастьен-Лепажа по московскому собранию С.М. Третьякова и часто говорил: "Я каждое воскресенье хожу туда смотреть «Деревенскую любовь»". Нестеров добавлял: "А Серов знал, что смотреть, еще молодым, еще юношей знал!"
Картина произвела большое впечатление на художника Виктора Борисова-Мусатова, который отмечал её просветлённую атмосферу и богатство тонов. Он даже написал стихотворение, в котором были такие строки:
Давно ли был мой идеал

Учитель Коновалов наш?

Но в Третьяковке побывал —

В мечтах один Бастьен-Лепаж…